# Vlkov u Jaroměře

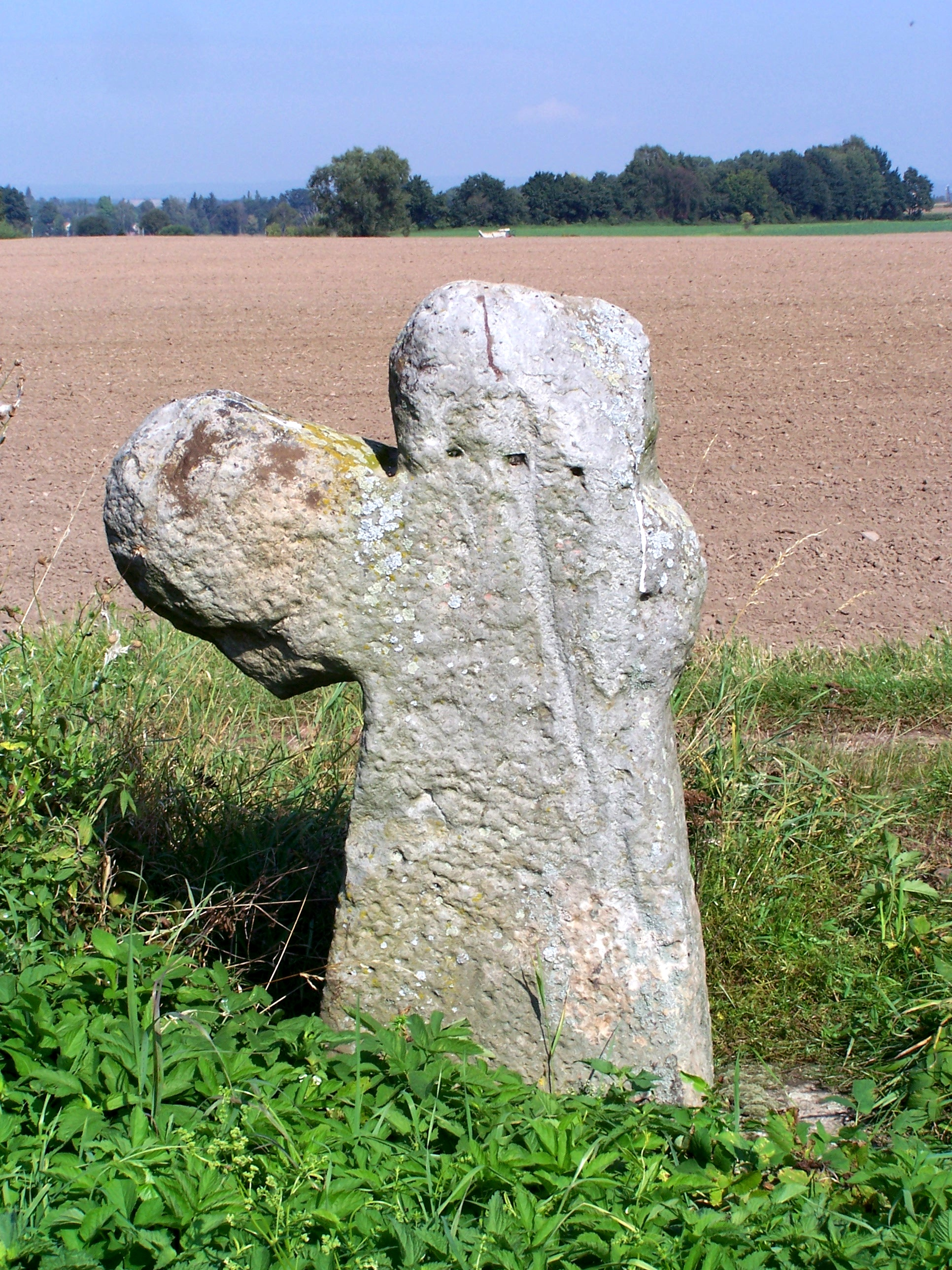
Sühnekreuz

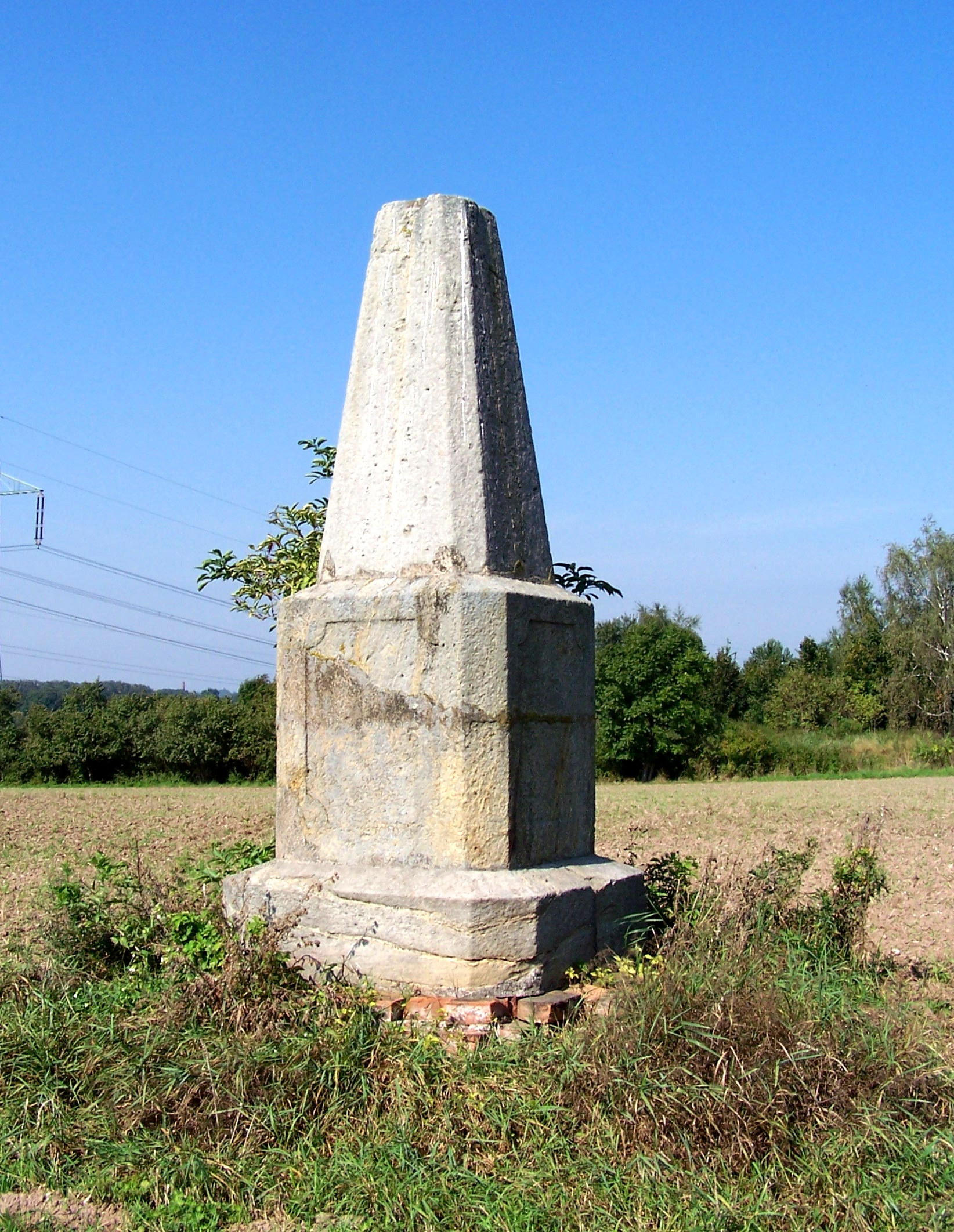
Trigonometrischer Punkt

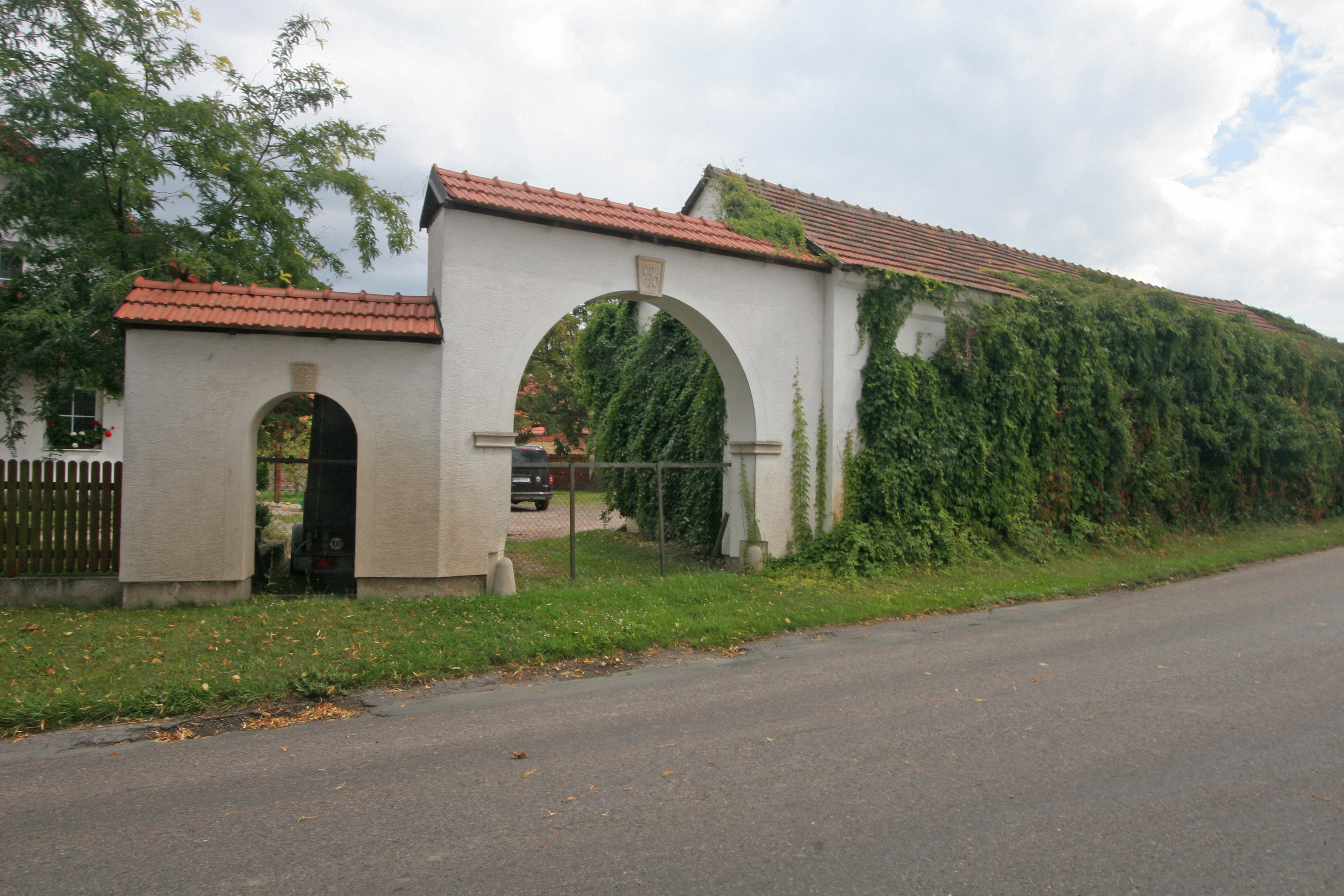
Gehöft Nr. 10

Vlkov (deutsch Wlkow, 1939–45 Wilkau) ist eine Gemeinde in Tschechien. Sie liegt fünf Kilometer südlich von Jaroměř und gehört zum Okres Náchod.

## Geographie
Vlkov befindet sich linkselbisch auf einer Anhöhe zwischen den Bächen Rasošský potok und Smržovský potok auf der Bohuslavická tabule (Bohuslawitzer Tafel). Südlich erhebt sich der Bílý kopec (261 m n.m.), im Osten erstreckt sich das Waldgebiet des Pleský les und Rasošský les.
Nachbarorte sind Zálabí, Semonice, Dolní Ples und Jezbiny im Norden, Rasošky, Velká Ves und Nový Ples im Nordosten, U Baliharů, Čápovka und Jasenná im Osten, Králova Lhota, Lejšovka und Smržov im Südosten, Hubíles und Číbuz im Süden, Skalice und Smiřice im Südwesten, Holohlavy und Černožice im Westen sowie Čáslavky im Nordwesten.

## Geschichte
Das Gemeindegebiet ist eine bedeutende archäologische Fundstätte. Im Jahre 1890 wurde in der Flur V Lískách am südwestlichen Ortsrand ein frühzeitliches Brandgräberfeld und Siedlungsstätte entdeckt. Ausgrabungen, deren Resultate u. a. durch Josef Duška, Milada Spensová von Booden und Ludvík Šnajdr veröffentlicht wurden, ergaben eine kontinuierliche Besiedlung unterschiedlicher Intensität vom Mesolithikum bis ins 13. Jahrhundert, die wahrscheinlich mit dem Dorf Vlkovyje im Zusammenhang steht.
Das heutige Dorf wurde wahrscheinlich im 12. oder 13. Jahrhundert während des Landesausbaus auf einem erhöhten Platz im Wald Rasošky angelegt. Die erste schriftliche Erwähnung von Wilcowigie (Vlkovyje) erfolgte im Jahre 1228 bzw. 1229 in einer Bestätigungsurkunde König Ottokar I. Přemysls bei der Überlassung des Dorfes durch den königlichen Koch Matheus an das Kloster Opatowitz, wobei der Ort nicht näher lokalisiert wurde. Eine weitere, 1406 im Kontext mit Lyssowecz und Mezericz erfolgte Erwähnung von Wilkowygiech, sowie die 1448 im Treuegelöbnis der Stadt Jaroměř gegenüber Jiřík von Kunstadt erfolgte Erwähnung einer Wiese unterhalb von Vlkovyje lassen darauf schließen, dass Vlkovyje mit Vlkov identisch ist. Über die Besitzer des Dorfes nach der Zerstörung des Klosters Opatowitz durch die Hussiten im Jahre 1421 ist nichts bekannt.
Im Jahre 1495 erbte nach dem Tode des Hašek von Lužany auf Smiřice dessen Witwe Lidmimořa von Valečov die Feste Smiřice mit den Dörfern Vlková, Smiřice, Skalice und Číbuz. Binnen kurzer Zeit folgte eine Aufteilung des Besitzes. 1498 verkaufte Alžběta von Valečov ihren Viertteil von Smiřice an Nikolaus den Jüngeren Trčka von Lípa, der wenig später auch den von Alžbětas Schwester Kateřina verkauften Anteil mit dem Kmetenhofe und den Einkünften von Vlková erwarb.
In den Smiřicer Urbaren von 1588 und 1619 sind für Wlkow wes bzw. Wlkow jeweils 26 Wirtschaften aufgeführt. Nach dem Tode von Jan Rudolf Trčka von Lípa wurde die Herrschaft Smiřice durch König Ferdinand II. konfisziert und 1636 an Johann Matthias Gallas veräußert. In Folge des Dreißigjährigen Krieges war die Bevölkerung stark dezimiert worden. Die Seelenliste von 1651 weist für Wlkow 40 Familien mit 157 Personen aus. Davon waren ca. ein Drittel Kinder bis zum 10. Lebensjahr, das Durchschnittsalter der Einwohner lag bei 22 Jahren. In der berní rula von 1653 sind für Wlkow wes 15 Bauern, 9 Chalupner und 6 Gärtner aufgeführt; außerdem lagen je eine Bauern- und Chalupnerstelle wüst.
Am 1. Oktober 1685 verkaufte Anton Pankratius Gallas die Herrschaft Smiřice an Isabella Magdalena von Sternberg. 1747 ging die Herrschaft durch die Ehe zwischen Maria Theresia von Sternberg mit Johann Leopold von Paar an die Fürsten von Paar über. Nach dem Tod von Maria Theresia von Paar übernahm 1761 ihr Sohn, der k.k. Erblandpostmeister Johann Wenzel Fürst von Paar den Besitz, er verkaufte die Herrschaft Smiřice 1780 für 500.000 Gulden an Kaiser Joseph II. Dieser erwarb 1790 auch die Herrschaft Hořeniowes und stellte beide Kameralherrschaften unter eine Verwaltung.
Im März 1775 beteiligten sich Bauern aus Vlkov am nordostböhmischen Bauernaufstand. Wegen des Baus der Festung Josefstadt wurde der nördliche Hälfte des Waldes Rasošky abgeholzt.
Bis 1784 war Vlkov nach Holohlavy gepfarrt, danach wurde das Dorf nach Číbuz umgepfarrt. In dieser Zeit erhielt Vlkov eine eigene Schule; erstmals nachweislich ist sie 1790 als eine von 12 Trivialschulen der Herrschaft Smiřice. Die 104 Schüler stammten auch aus den Dörfern Smržov, Rasošky und Dolní Ples.
Im Jahre 1836 bestand das im Königgrätzer Kreis gelegene Dorf Wlkow aus 52 Häusern, in denen 339 Personen, darunter drei protestantische Familien, lebten. Im Ort gab es eine Schule und ein Wirtshaus. Pfarrort war Cibus. 1848 lebten in den 55 Häusern von Vlková 391 Einwohner tschechischer Volkszugehörigkeit. Die k.k. Kameralherrschaft Smiřitz-Hořeniowes blieb bis 1848 Kronbesitz und wurde danach zur Reichsdomäne, deren Verwaltung der k.k. privilegierten Credit-Anstalt übertragen wurde.
Nach der Aufhebung der Patrimonialherrschaften bildete Vlková ab 1849 eine Gemeinde im Gerichtsbezirk Jaroměř. Ab 1868 gehörte die Gemeinde zum Bezirk Königinhof an der Elbe. Im Jahre 1869 bestand Vlkováaus 70 Häusern und hatte 523 Einwohner. 1880 war das Dorf auf 80 Häuser angewachsen, in denen 591 Personen lebten. Zehn Jahre später hatte der Ort 574 Einwohner und bestand aus 78 Häusern. Seit dem Ende des 19. Jahrhunderts wurde ausschließlich Vlkov/Wlkow als Gemeindename verwendet. In den Jahren 1893–1894 erfolgte der Bau eines neuen eingeschossigen Schulgebäudes in Vlkov. Rasošky war 1893 nach Josefstadt ausgeschult worden, die Kinder aus Smržov besuchten ab 1895 die neue Schule in Smiřice. Beim Zensus von 1900 wurden in Vlkov 79 Häuser und 577 Personen gezählt, bei der Volkszählung von 1910 waren es 85 Häuser und 535 Einwohner. 1921 bestand Vlkov wiederum aus 85 Häusern und hatte 518 Einwohner. Im selben Jahr wurde es elektrifiziert. 1930 hatte Vlkov 529 Einwohner und bestand aus 99 Häusern, 1934 lebten 527 Personen in 109 Häusern. 1949 wurde Vlkov dem neu gebildeten Okres Jaroměř zugeordnet; dieser wurde im Zuge der Gebietsreform von 1960 aufgehoben, seitdem gehört die Gemeinde zum Okres Náchod. Zum Ende des Schuljahres 1974/75 erfolgte die Schließung der Grundschule in Vlkov. Seit 2013 führt die Gemeinde ein Wappen und Banner.

## Gemeindegliederung
Für die Gemeinde Vlkov sind keine Ortsteile ausgewiesen. Grundsiedlungseinheiten sind U Rasošek und Vlkov.
Das Gemeindegebiet bildet den Katastralbezirk Vlkov u Jaroměře.

## Sehenswürdigkeiten
- Sühnekreuz
- Trigonometrischer Punkt, Technisches Denkmal
- Mehrere Gehöfte aus dem 19. Jahrhundert mit gemauerten Hoftoren
- Denkmal für den Legionär Gustav Dušek und die Gefallenen des Ersten Weltkriegs, enthüllt 1929
- Steinernes Kreuz
- Dorfglocke